# Олпеєва Тамара Михайлівна
Тамара Михайлівна Олпеєва (біл. Тамара Міхайлаўна Алпеева), до шлюбу Ламеко (біл. Тамара Міхайлаўна Ламека); нар. 23 червня 1949, Лепель, Вітебська область, БРСР) — білоруська філософиня, культурологиня. Доктор філософських наук (1993), професор (1996). Академік Міжнародної кадрової академії.

## Біографія
1972 року закінчила БГУ. У тому ж році влаштувалася в Інститут філософії та права Академії наук БРСР. У 1976 році перейшла викладати в БДУЇР. З 2002 року проректорка, з серпня 2004 року ректорка Міжнародного гуманітарно-економічного інституту (МГЕІ).
Наукові інтереси: соціальна філософія і культурологія, соціальна міфологія і релігієзнавство, теорія і методологія освіти та виховання.

## Санкції ЄС
22 березня 2011 року була внесена в «Чорний список ЄС» як ректор МГЕІ, відповідальний за відрахування студентів. Зокрема, санкції були введені за відрахування Володимира Кумця, активіста кампанії «Говори правду!».

## Вибрані книги
- Социальный миф как культурно-исторический феномен / Т. М. Алпеева. – 2‑е изд., доп. – Минск : Рекламэкспорт, 1994. – 254 с. — ISBN 5-8467-0016-9.
- Введение в культурологию : учеб. пособие / Т. М. Алпеева ; Гуманитар.-экон. ин-т. – Минск : ВЕДЫ, 1997. – 88 с. – ISBN 985-6390-06-0.
- Религия. Человек. Общество : учеб.-метод. комплекс / Т. М. Алпеева ; Гуманитар.-экон. негос. ин-т. – 2-е изд. – Минск : ВЕДЫ, 1999. – 134 с. – ISBN 985-450-021-7.
- Философия культуры : монография / Т. М. Алпеева ; Междунар. гуманитар. экон. ин-т. – Мн. : Веды, 2004. – 451 с. — ISBN 985-450-227-9.
- Жизнь. Любовь. Отечество : к 60-летию со дня рождения А. Н. Алпеева / Т. М. Алпеева, В. Г. Ференц, Л. Н. Сечко. — Минск : Веды, 2006. — 270 с. — ISBN 985-450-245-7.
- Спасибо за боль и за радость, или Испытание жизнью / Т. М. Алпеева. – Минск : Четыре четверти, 2009. – 317 с. – ISBN 978-985-6856-56-6.